# Tadeusz
Tadeusz ist ein vorwiegend polnischer männlicher Vorname, abgeleitet von Thaddäus, der selten auch als Familienname Verwendung findet.

## Namensträger

### Vorname
- Tadeusz Adamowski (1901–1994), polnischer Eishockeyspieler und -trainer
- Tadeusz Ajdukiewicz (1852–1916), polnischer Porträt-, Genre- und Militärmaler
- Tadeusz Baird (1928–1981), polnischer Komponist
- Tadeusz Banachiewicz (1882–1954), polnischer Astronom, Mathematiker und Geodät
- Tadeusz Borowski (1922–1951), polnischer Dichter und Schriftsteller
- Tadeusz Boy-Żeleński  (1874–1941), polnischer Dichter, Übersetzer und Literatur- bzw. Theaterkritiker
- Tadeusz Browicz (1847–1928), polnischer Pathologe
- Tadeusz Brzeziński (1896–1990), polnischer Konsularbeamter
- Tadeusz Brzozowski (Maler) (1918–1987), polnischer Maler und Hochschullehrer
- Tadeusz Chmielewski (1941–2012), polnischer Pianist und Musikpädagoge
- Tadeusz Ciesiulewicz (1936–1997), polnischer Maler und Illustrator
- Tadeusz Dąbrowski (* 1979), polnischer Lyriker, Essayist und Kritiker
- Tadeusz Dembończyk (1955–2004), polnischer Gewichtheber
- Tadeusz Dołęga-Mostowicz (1898–1939), polnischer Journalist und Schriftsteller
- Tadeusz Drążkowski (1932–2000), polnischer Radrennfahrer und nationaler Meister im Radsport
- Tadeusz Estreicher (1871–1952), polnischer Chemiker und Professor
- Tadeusz Fijewski (1911–1978), polnischer Schauspieler
- Tadeusz Gajcy (1922–1944), polnischer Dichter, Teilnehmer am Warschauer Aufstand
- Tadeusz Gajl (* 1940), polnischer Künstler
- Tadeusz Gocłowski (1931–2016), Erzbischof von Danzig
- Tadeusz Gorecki (1825–1868), polnischer Porträtmaler
- Tadeusz Grzelak (1929–1996), polnischer Boxer
- Tadeusz Hołuj (1916–1985), polnischer Schriftsteller
- Tadeusz Iwaniec (* 1947), polnisch-US-amerikanischer Mathematiker
- Tadeusz Janczar (1926–1997), polnischer Schauspieler
- Tadeusz Jaworski (1926–2017), polnischer Filmregisseur, Drehbuchautor und Produzent
- Tadeusz Kantor (1915–1990), polnischer Theaterregisseur, Maler, Bühnenbildner und Kunsttheoretiker
- Tadeusz Kijonka (1936–2017), polnischer Dichter, Journalist, Dramaturg und Politiker
- Tadeusz Klaus (* 1960), deutscher Komponist
- Tadeusz Kondrusiewicz (* 1946), römisch-katholischer Erzbischof von Minsk-Mahiljou
- Tadeusz Konwicki (1926–2015), polnischer Schriftsteller und Filmregisseur
- Tadeusz Kościuszko (1746–1817), polnischer Adeliger, General und Nationalheld
- Tadeusz Kotarbiński (1886–1981), polnischer Philosoph
- Tadeusz Krafft (* 1961), polnischer Fußballspieler
- Tadeusz Lewicki (1906–1992), polnischer Orientalist
- Tadeusz Łomnicki (1927–1992), polnischer Schauspieler
- Tadeusz Łysiak (* 1993), polnischer Regisseur und Drehbuchautor
- Tadeusz Machl (1922–2003), polnischer Komponist, Organist und Musikpädagoge
- Tadeusz Makowski (1882–1932), polnischer Maler
- Tadeusz Mazowiecki (1927–2013), polnischer Publizist, Bürgerrechtler und Politiker
- Tadeusz Miciński (1873–1918), polnischer Schriftsteller
- Tadeusz Mytnik (* 1949), polnischer Radrennfahrer
- Tadeusz Nalepa (1943–2007), polnischer Gitarrist, Komponist und Sänger
- Tadeusz Nowakowski (1917–1996), polnischer Schriftsteller
- Tadeusz Ochlewski (1894–1975), polnischer Violinist, Musikpädagoge und Musikpublizist
- Tadeusz Paciorkiewicz (1916–1998), polnischer Komponist, Organist und Musikpädagoge
- Tadeusz Pankiewicz (1908–1993), polnischer Pharmazeut, 1983 mit dem Ehrentitel Gerechter unter den Völkern ausgezeichnet
- Tadeusz Pełczyński (1892–1985), polnischer General
- Tadeusz Pietrzykowski (1917–1991), polnischer Soldat und Boxer, überlebte mehrere Konzentrationslager
- Tadeusz Pikus (* 1949). polnischer Geistlicher und römisch-katholischer Bischof von Drohiczyn
- Tadeusz Pruszkowski (1888–1942), polnischer Porträtmaler und Hochschullehrer
- Tadeusz Ross (1938–2021), polnischer Schauspieler und Politiker
- Tadeusz Różewicz (1921–2014), polnischer Schriftsteller
- Tadeusz Rut (1931–2002), polnischer Leichtathlet
- Tadeusz Rutkowski (* 1951), polnischer Gewichtheber
- Tadeusz Rybczynski (1923–1998), polnisch-englischer Wirtschaftswissenschaftler
- Tadeusz Rydzyk (* 1945), polnischer Redemptoristen-Pater und Medienunternehmer
- Tadeusz Ślipko (1918–2015), polnischer Jesuit und katholischer Philosoph
- Tadeusz Ślusarski (1950–1998), polnischer Leichtathlet (Stabhochsprung)
- Tadeusz Sobolewicz (1925–2015), polnischer Schauspieler, Überlebender von sechs Konzentrationslagern
- Tadeusz Spychała (1933–2003), polnisch-österreichischer Architekt
- Tadeusz Strugała (* 1935), polnischer Oboist, Dirigent und Musikpädagoge
- Tadeusz Styczeń (1931–2010), polnischer, römisch-katholischer Theologe
- Tadeusz Sudnik (* 1955), polnischer Improvisations- und Jazzmusiker
- Tadeusz Szeligowski (1896–1963), polnischer Komponist und Musikpädagoge
- Tadeusz Szymański (1917–2002), polnischer Holocaust-Überlebender, Mitarbeiter des Museums Auschwitz-Birkenau
- Tadeusz Tołwiński (1887–1951), polnischer Architekt, Stadtplaner und Hochschullehrer
- Tadeusz Tyc (* 1983), französisch-polnischer Fußballspieler
- Tadeusz Urbański (1901–1984), polnischer Chemiker und Hochschullehrer
- Tadeusz Walasek (1936–2011), polnischer Boxer
- Tadeusz Ważewski (1896–1972), polnischer Mathematiker der Krakauer Mathematikerschule
- Tadeusz Werno (1931–2022), polnischer römisch-katholischer Geistlicher und Weihbischof in Koszalin-Kołobrzeg (Köslin-Kolberg)
- Tadeusz Wielecki (* 1954), polnischer Komponist und Kontrabassist
- Tadeusz Wojciechowski (* 1952), polnischer Dirigent und Cellist
- Tadeusz Woźniak (1947–2024), polnischer Musiker, Komponist und Sänger
- Tadeusz Wroński (1915–2000), polnischer Geiger und Musikpädagoge
- Tadeusz Stefan Zieliński (1859–1944), polnischer Kulturhistoriker, klassischer Philologe und Professor
- Tadeusz Zubiński (1953–2018), polnischer Schriftsteller, Übersetzer, Kritiker und Essayist

### Familienname
- Norbert Tadeusz (1940–2011), deutscher Künstler